# Gran dodecahemidodecàedre
En geometria, el gran dodecahemidodecàedre és un políedre uniforme no convex indexat com a U70. Té 18 cares (12 pentagrames i 6 decagrames), 60 arestes i 30 vèrtexs. La seva figura de vèrtex és un quadrilàter creuat. És un hemipolíedre amb sis cares decagràmiques que travessen el centre del model.
A part dels regulars petit dodecàedre estelat {5/₂,5} i del gran dodecàedre estelat {5/₂,3}, aquest políedre és l'únic políedre uniforme no convex les cares del qual són totes polígons regulars no convexos (polígons estelats), en concret els pentagrames {5/₂} i els decagrames {10/₃}.

## Galeria
| Emplenament tradicional | Emplenament modulo-2 |